# Aros Castle
Aros Castle, auch Dounarwyse Castle, ist die Ruine einer Höhenburg bei Salen auf der Isle of Mull im schottischen Verwaltungsbezirk Argyll and Bute. Die Burg und ihr Hafen gehörten früher zu den wichtigsten Orten auf Mull.

## Lage
Die Anlage wurde im 13. Jahrhundert auf einem felsigen Vorsprung direkt am Sound of Mull errichtet und verfügte über einen kleinen Hafen an der Mündung des Aros River. Zur Seeseite fällt das steinige Plateau nahezu senkrecht ab, zur flacheren Landseite errichtete man einen Graben und einen Wall, die mit Hilfe einer Zugbrücke überquert werden konnten.

## Geschichte
Die Burg war zunächst eine Festung des Clan MacDougall, die damals als Herrscher über Lorne ihr Gebiet nach Mull ausdehnten.
Im 14. Jahrhundert kam der Clan MacDonald als Lords of the Isles in den Besitz der Burg. Zu der Zeit wird sie in den Quellen als Dounarwyse Castle bezeichnet. Nach dem Verzicht von John MacDonald auf seine Titel wechselte die Burg 1493 in den Besitz des Clan MacLean, dessen Hauptsitz bereits damals die in unmittelbarer Nähe liegende Burg Duart Castle war.
1608 spielte die Burg eine Rolle als Stützpunkt von Andrew Stewart, Lord Ochiltree, während er einen Aufstand der lokalen Führer gegen James VI. bekämpfte.
1678 eroberte der Herzog von Argyll die gesamte Insel Mull und damit auch Aros Castle. Die Burg und alle Ländereien fielen in der Folge an den Clan Campbell, besaßen für diesen aber keine größere Bedeutung mehr. 1688 wurde die Burg als „ruinös, alt, zwecklos und niemals von irgendeiner Stärke“ bezeichnet, aber es scheint, dass sie 1690 noch mit einer Garnison von Argylls Truppen belegt war. Die Festung und ihr Hafen wurden nicht mehr instand gehalten, da in Tobermory ein größerer und besserer Hafen vorhanden war. Ab dem 18. Jahrhundert gibt es keinerlei Anzeichen mehr von einer Nutzung der Burg.

## Architektur
Die Ruinen umfassen die Reste des Hallenhauses aus dem 13. Jahrhundert sowie den Burghof mit Spuren anderer Gebäude. Zwei Gebäude sind sicher in der gleichen Zeit entstanden wie das Hallenhaus. Es scheint, dass diese Gebäude zwei Vollgeschosse und teilweise auch ein Dachgeschoss hatten. Weitere Reste von fünf deutlich kleineren Gebäuden sind zeitlich nicht eindeutig zuzuordnen. Östlich des Burghofes befindet sich ein kleiner steinerner Bootssteg. Das gesamte Plateau war von einer Burgmauer umgeben, von der sich heute noch vereinzelte Reste finden.

## Die Burg heute
Das gesamte Areal der Burg steht als Scheduled Monument unter Schutz. Das ehemalige Hallenhaus ist stark überwachsen, die weiteren Mauerreste sind kaum noch erkennbar.

## Fotos

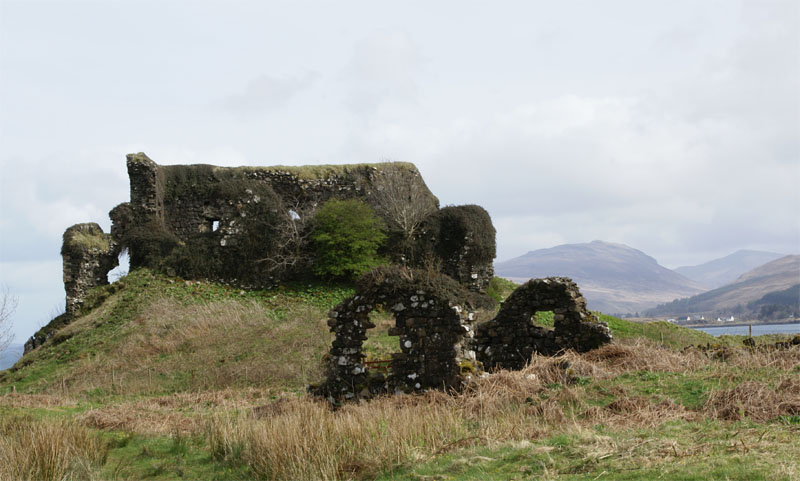
Ansicht von der Landseite
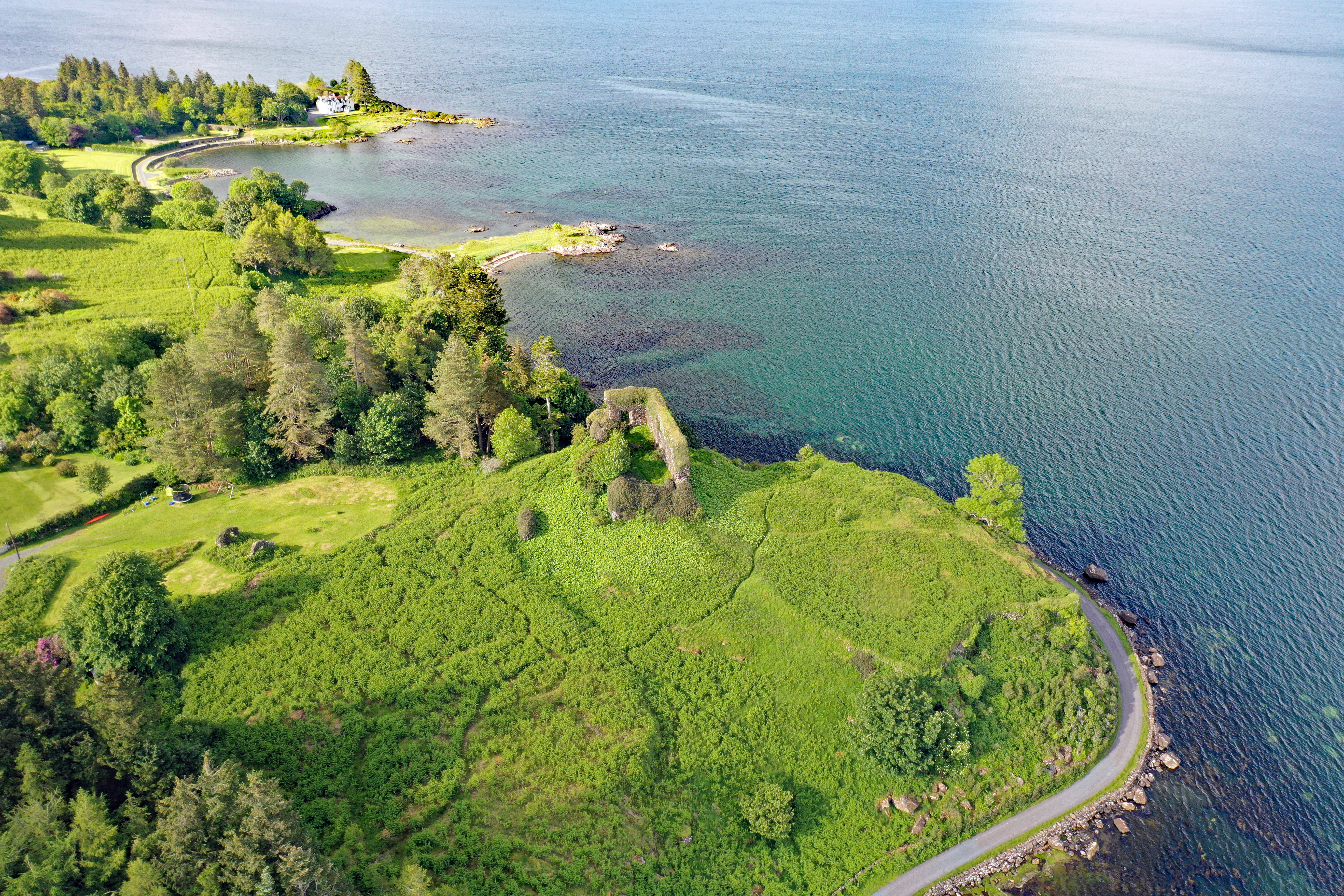
Luftbild mit dem Sound of Mull
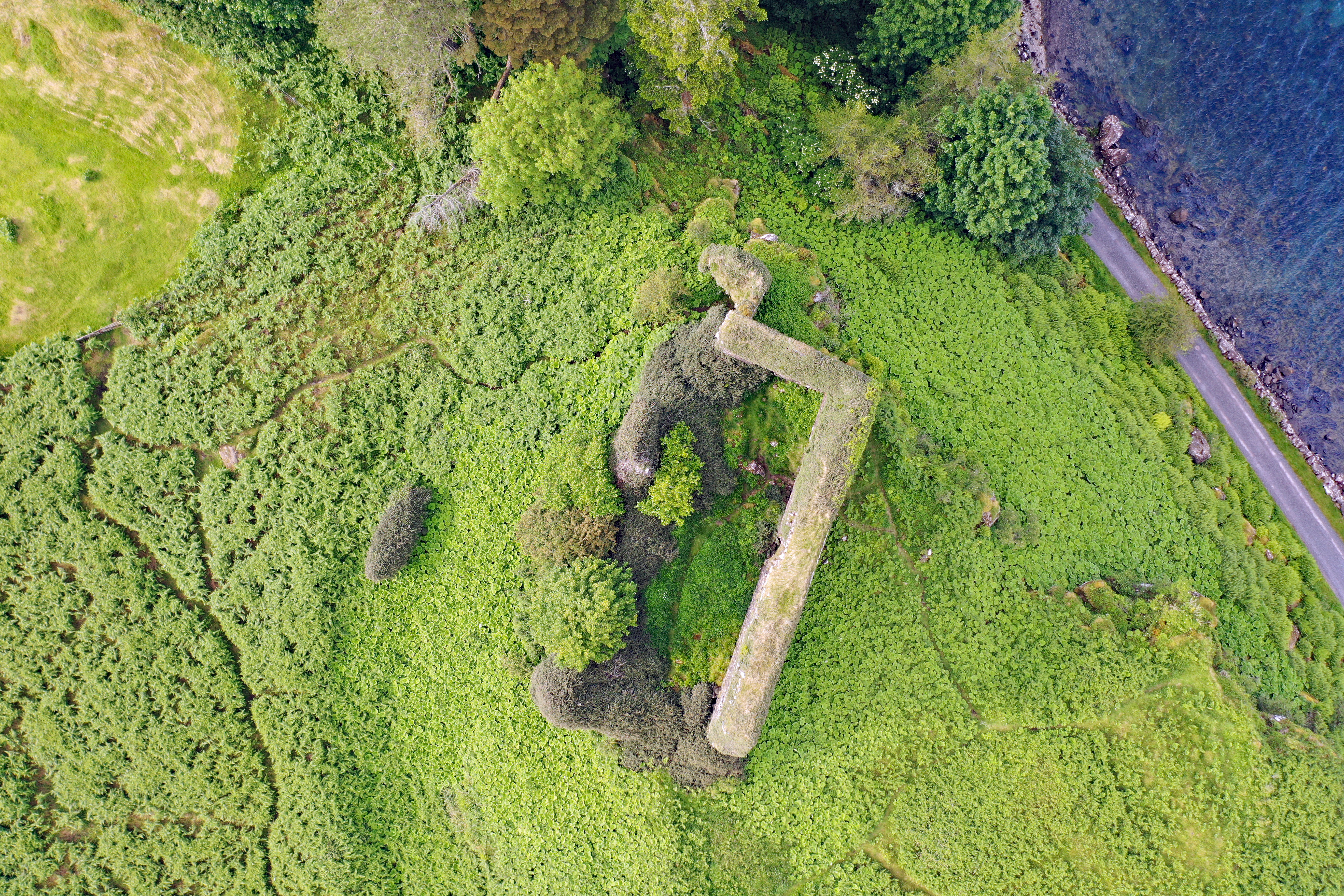
Luftbild – Grundriss des Haupthauses
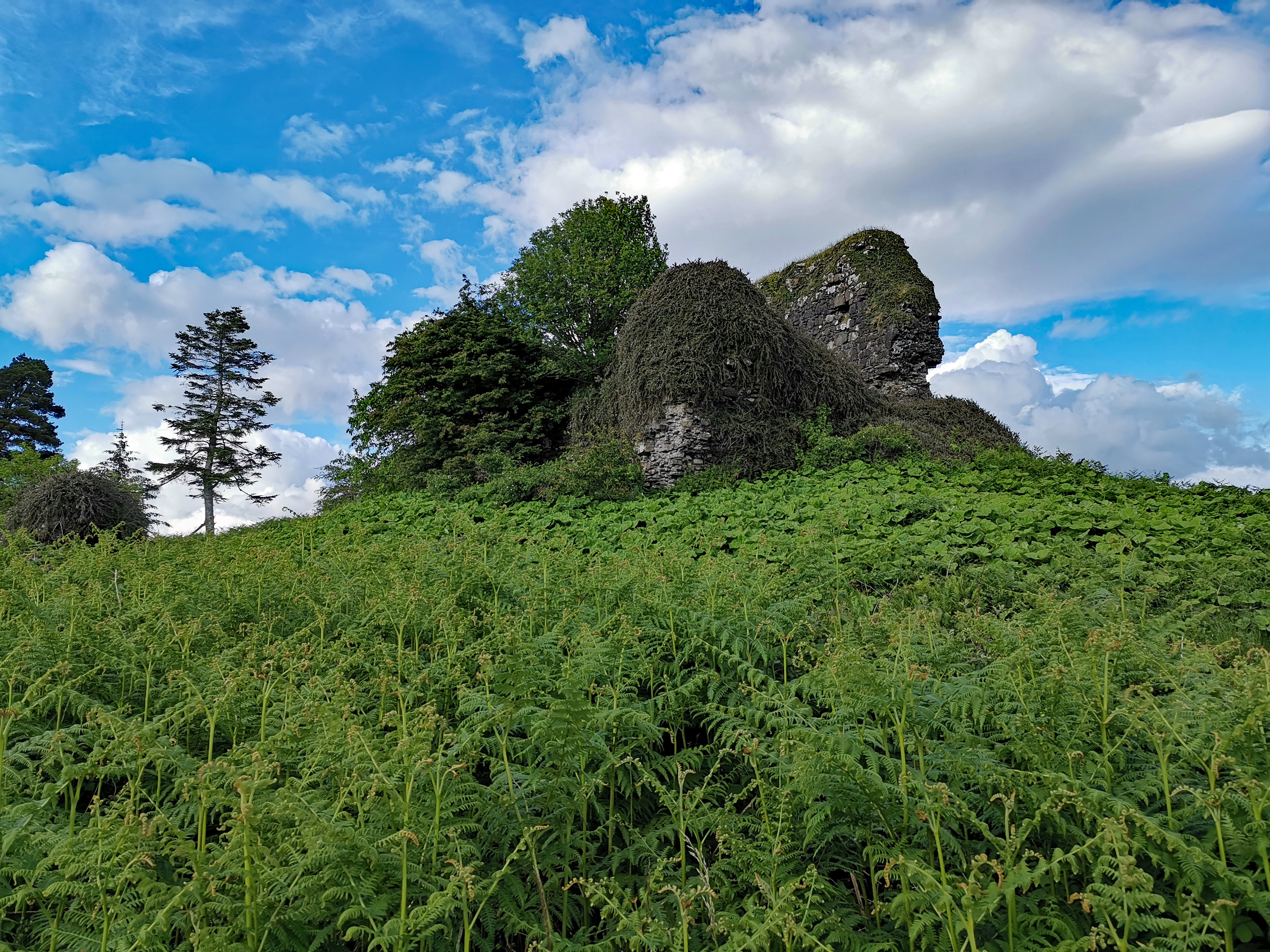
Überwachsene Mauern